# كارلا ريان
كارلا ريان (بالإنجليزية: Carla Ryan)‏ هي دراجة أسترالية، ولدت في 21 سبتمبر 1985 في Nathalia, Victoria ‏ في أستراليا.

## وصلات خارجية
- كارلا ريان على موقع الاتحاد الدولي للدراجات (الإنجليزية)
- كارلا ريان على موقع أرشيف الدراجات (الإنجليزية)
- كارلا ريان على موقع إحصائيات الدراجات الإحترافية (الإنجليزية)
- كارلا ريان على موقع نسبة الدراجات (الإنجليزية)